# Georg von Ghese
Georg von Ghese (* in Mailand, Italien; † 13. März 1559), latinisiert Georgius de Gese, im englischsprachigen Raum auch George of Ghese, im Niederländischen George de Gese, im Französischen Georges de Gese genannt, war ein Mailänder Kaufmann, Seidenwirker und evangelischer Märtyrer.

## Leben
Um 1555 reiste Georg von Ghese von Mailand nach Zürich. Dort traf er andere Italiener, die wegen ihres evangelischen Glaubens ihr Land verlassen mussten. In dieser Zeit entwickelte er ein Interesse an der Verkündigung dieses Glaubens.
Als in Genf eine italienischsprachige evangelisch-reformierte Gemeinde gegründet wurde, verlegte er sein Geschäft dorthin. Die Gemeinde profitierte von seinen finanziellen und ideellen Zuwendungen. Schließlich wollte er auch seinen Sohn aus Mailand nach Genf holen. Der Mailänder Kardinal Filippo II. Archinti (siehe Liste der Erzbischöfe von Mailand) verhaftete daraufhin von Gheses Sohn. Gegen Zahlung eines hohen Lösegeldes wurde der Sohn nach einem Jahr freigelassen.
1557 kehrte Georg von Ghese zu einem Besuch nach Mailand zurück. Seine Frau verriet ihn dabei an den Kardinal. Er erhielt eine Freiheitsstrafe mit schweren Haftbedingungen. Nach 18 Monaten gelang ihm mit anderen Gefangenen die Flucht, woraufhin er Unterschlupf bei seinem Bruder suchte. Auch dieser verriet ihn. Georg von Ghese wurde verhaftet. An seinem Prozess war Karl Borromäus beteiligt, der ihm wütend entgegen rief: „Du Narr, glaubst Du, Du seist weiser als wir alle?“ So wurde Georg von Ghese zum Tode verurteilt und am 13. März 1559 auf dem Scheiterhaufen verbrannt.

## Gedenktag
13. März im Evangelischen Namenkalender.
Der Gedenktag wurde vor der Einführung des offiziellen Namenkalenders bereits geführt in:
- Theodor Fliedner: Buch der Märtyrer, Kaiserswerth 1849/1859, Bd. 4, S. 1399–1404
- Jörg Erb: Die Wolke der Zeugen, Kassel 1951/1963, Bd. 4, S. 508–520

## Rezeption
Claas Bruin (1670–1732) veröffentlichte 1719 das Buch Korte schets van het leven en sterven der Martelaren, darin ist im Anschluss an das Kapitel über und die Abbildung zu Georg von Ghese auch das Gedicht De Verbranding van Georgius de Gese über ihn enthalten:
De Verbranding van GEORGIUS DE GESE.
Dat ieder Christen, ô godvruchtige DE GESE!
De brandende yver voor Gods wet, de wakk’re trouw,
En zuiv’re zeeden uit uw heerlyk voorbeeld leeze,
Op dat de grondvest van het geestelyk Gebouw
Steeds pal sta in een’ storm von hoon, en smaad, en lyden.
Die overwinnen wil moet onophoud’lyk stryden.
Simon Doekes zitierte das Gedicht 1741 in seiner Gedichtsammlung Verzameling der overgeblevene bybel- zede- en mengelpoëzy.
1747 erschien es in De Historie der Martelaren von Adriaen Cornelis van Haemstede, hier, ebenso wie 1719, wieder als Bildunterschrift zu einer Biographie des Georg von Ghese.
Georg von Ghese wird in dem historischen Kriminalroman Blut für Geist von Nicole Billeter, ISBN 978-3-033-02151-8, aus dem Jahre 2009 erwähnt.